# Магнуси
Магнуси (пол. Magnusy) — село в Польщі, у гміні Водзеради Ласького повіту Лодзинського воєводства.
Населення — 114 осіб (2011).
У 1975-1998 роках село належало до Серадзького воєводства.

## Демографія
Демографічна структура станом на 31 березня 2011 року:
|          | Загалом | Допрацездатний вік | Працездатний вік | Постпрацездатний вік |
| -------- | ------- | ------------------ | ---------------- | -------------------- |
| Чоловіки | 55      | 6                  | 38               | 11                   |
| Жінки    | 59      | 15                 | 30               | 14                   |
| Разом    | 114     | 21                 | 68               | 25                   |